# ادی واینلند
ادی واینلند (انگلیسی: Eddie Wineland؛ زادهٔ ۲۶ ژوئن ۱۹۸۴) ورزشکار هنرهای رزمی ترکیبی و کشتی‌گیر اهل ایالات متحده آمریکا است. وی از سال ۲۰۰۳ میلادی تاکنون مشغول فعالیت بوده‌است.